# Une forme de vie
Une forme de vie est le dix-neuvième roman de l'écrivaine belge Amélie Nothomb, paru en 2010 chez Albin Michel. Il a été choisi par l'Académie Goncourt pour faire partie de la première sélection du Goncourt 2010.

## Présentation
« Ce matin-là, je reçus une lettre d'un genre nouveau ».
Ce roman relate une correspondance fictive entre Amélie Nothomb, l'auteur, et Melvin Mapple, un soldat de 2e classe de l'armée américaine posté à Bagdad en Irak. Cette relation épistolaire mène à une certaine amitié entre l'écrivaine et ce soldat devenu obèse par boulimie, en tout cas une relation particulière qui ramène l'auteur à ses propres conceptions de la communication écrite et des échanges avec ses lecteurs.
Elle va aider son interlocuteur à renouer avec la réalité tout en faisant référence à sa propre réalité. Elle a l'impression qu'il est honnête avec elle sans  comme beaucoup d'autres se perdre dans des prétéritions qui l'exaspèrent.

## Contenu et résumé
Dans ce roman, on retrouve des traits très 'nothombesques' dans l'écriture. Amélie Nothomb nous fait également part de l'importance qu'elle accorde aux lettres et aux relations épistolaires :
« Les romans, les poèmes, etc. étaient des écrits dans lesquels l'autre pouvait entrer. La lettre, elle, n'existait pas sans l'autre et avait pour sens et pour mission l'épiphanie du destinataire ». 

Ce roman rappelle Peplum, un autre de ses romans où l’auteure est un personnage sans rapport apparent avec sa vie réelle, même si au cours de cette relation épistolaire, certains commentaires semblent puisés dans son vécu, elle qui a l'art de se mettre dans des situations impossibles comme il lui advient dans la chute du roman. 
Melvin Mapple utilise son corps et son obésité comme une façon de se révolter contre sa condition de soldat, la culpabilité qui l'assaille du mal qu'il fait, de ce mal-être qu'il ressent dans cette guerre en Irak qu'il ne comprend pas et rejette au fond de lui. De cette forme de réel dans sa vie, même si elle représente un minimum, qui va lui insuffler cette « forme de vie » qui sert de titre au roman.